# Stansfield Turner
Pour les articles homonymes, voir Turner.
 (avril 2012).
Si vous disposez d'ouvrages ou d'articles de référence ou si vous connaissez des sites web de qualité traitant du thème abordé ici, merci de compléter l'article en donnant les références utiles à sa vérifiabilité et en les liant à la section « Notes et références ».
Stansfield Turner, né le 1er décembre 1923 à Highland Park dans l'Illinois et mort le 18 janvier 2018 à Redmond, est un amiral et un haut fonctionnaire américain.
Il dirige la CIA entre 1977 et 1981.

## Biographie
Nommé par Jimmy Carter, il a dirigé la CIA durant le renversement du Chah d'Iran Mohammad Reza Pahlavi puis son remplacement par l'ayatollah Rouhollah Mousavi Khomeini. Il était également responsable de la CIA lors de l'invasion de l'Afghanistan par les Soviétiques, mettant sur pied le programme afghan, qui visait à soutenir militairement les moudjahidines combattant le gouvernement afghan et son allié soviétique.
Il a été responsable du licenciement de plus de 600 travailleurs de la CIA. Il a été dénoncé par des professionnels du renseignement, y compris de son agence, d'avoir voulu faire plus confiance aux ordinateurs qu'à son personnel[réf. nécessaire].